# Фаннинг, Джим
Уильям Джеймс Фаннинг (англ. William James Fanning; 14 сентября 1927, Чикаго, Иллинойс — 25 апреля 2015, Лондон, Онтарио) — американский и канадский бейсболист, скаут, тренер и функционер. Играл на позиции кэтчера. С 1954 по 1957 год выступал в Главной лиге бейсбола в составе «Чикаго Кабс». Первый генеральный менеджер клуба «Монреаль Экспос». Также работал в клубе на других должностях, в том числе главного тренера в 1981, 1982 и 1984 годах. В 2000 году избран в Зал славы канадского бейсбола.

## Биография

### Ранние годы
Джим Фаннинг родился 14 сентября 1927 года в Чикаго. Он был единственным ребёнком в семье каменщика Фрэнка Фаннинга и его супруги Глэдис. Вскоре после рождения ребёнка они переехали в маленький городок Монета в Айове. Там Фаннинг учился в школе и начал играть в бейсбол. В детстве он был болельщиком клуба «Сент-Луис Кардиналс».
После окончания школы его призвали в армию. Службу он проходил в частях, расквартированных на территории Западной Германии. После демобилизации Фаннинг вернулся в Айову и поступил в колледж Буэна-Виста в городе Сторм-Лейк. Учёбу он совмещал с игрой за полупрофессиональные бейсбольные команды. В 1951 году он окончил колледж с дипломом специалиста по физическому воспитанию. К этому моменту у Фаннинга уже был подписан контракт с «Чикаго Кабс».

### Карьера игрока
В течение нескольких лет Фаннинг играл за различные фарм-клубы системы Кабс. Известность к нему пришла в 1954 году, когда в играх за «Бомонт Экспортерс» из Техасской лиги его показатель отбивания составил 30,4 %. Несмотря на то, что часть чемпионата он пропустил, работая тренером и учителем, его пригласили на матч всех звёзд лиги. В том же году Фаннинг дебютировал за основной состав Чикаго и принял участие в одиннадцати матчах Главной лиги бейсбола.
В сезонах 1955 и 1956 годов он играл совсем мало, так как в команде было слишком много кэтчеров. Несмотря на это, бывший директором клуба по персоналу Уид Мэттьюз заявлял, что не готов обменять Фаннинга, «потому что он достаточно хорош». В 1957 году он стал вторым кэтчером «Кабс» после Кэла Нимана и сыграл в 47 матчах. Зиму после этого он провёл в Венесуэльской лиге.
Весной 1958 года во время предсезонных сборов стало ясно, что Фаннинг не входит в дальнейшие планы руководства клуба. После этого он принял решение завершить карьеру игрока и заняться тренерской работой. Суммарно за четыре сезона в лиге он сыграл 64 игры, отбивая в них с показателем 17,0 %. Журналист Дуэйн Питчер из айовской газеты Spencer Sunday Times характеризовал его как отличного защитника, который никогда не был известен своими навыками бьющего.

### Дальнейшая карьера
В июле 1958 года Фаннинг возглавил проведшую неудачную серию игр команду «Талса Ойлерз». Он доработал до конца сезона, приведя её к седьмому месту в таблице. Следующие два сезона он возглавлял клуб Американской ассоциации «Даллас Рейнджерс», не добившись с ним успехов. После финиша на последнем месте его уволили. В 1961 году Фаннинг был назначен главным тренером «О-Клэр Брэйвз», фарм-команды «Милуоки Брэйвз» уровня C-лиги. С этого момента началось его длительное сотрудничество с генеральным менеджером «Брэйвз» Джоном Макхейлом.
До конца 1964 года Фаннинг работал тренером в командах фарм-системы «Брэйвз» и занимался скаутингом. Затем он занял должность ассистента генерального менеджера клуба, которую занимал в течение четырёх лет. Следующим местом его работы было только что созданное Скаутское бюро Главной лиги бейсбола, а в 1969 году он вслед за Макхейлом отправился в Канаду, где стал первым генеральным менеджером в истории клуба «Монреаль Экспос».

#### Работа генеральным менеджером
В должности генерального менеджера Фаннинг запомнился рядом знаковых обменов. При нём в «Экспос» из «Хьюстона» пришёл Расти Стауб, ставший одним из лидеров клуба. После окончания сезона 1971 года он же обменял Стауба в «Нью-Йорк Метс», получив оттуда Кена Синглтона, Тима Фоли и Майка Йоргенсена. Эта сделка стала предметом недовольства болельщиков и Фаннинг лично ответил на каждое письмо, пришедшее в офис команды.
В 1973 году Экспос впервые в своей истории участвовали в борьбе за победу в дивизионе. После окончания этого сезона Фаннинг провёл неудачный обмен, отправив в «Лос-Анджелес Доджерс» лучшего реливера команды Майка Маршалла. Пришедший вместо него аутфилдер Уилли Дэвис провёл хороший сезон, но больше чем на год в «Монреале» не задержался. Маршалл же помог «Доджерс» выйти в Мировую серию и стал обладателем приза Сая Янга в Национальной лиге.
Перед стартом сезона 1975 года он провёл ещё один крайне неудачный обмен, ставший одним из худших в истории «Экспос». В попытке получить хотя бы одного питчера-левшу Фаннинг обменял Синглтона и Майка Торреза в «Балтимор Ориолс» на Дэйва Макнэлли и аутфилдера Рича Коггинса. Макнэлли завершил карьеру прямо по ходу регулярного чемпионата, а Коггинс принял участие всего в тринадцати матчах, после чего заболел, а затем был продан в «Нью-Йорк Янкис». В сезоне 1976 года Экспос одержали всего 55 побед и Фаннинг был переведён на должность вице-президента по развитию игроков.

#### Главный тренер «Экспос»
Занимаясь развитием молодых талантов, Фаннинг преуспел больше. К концу 1970-х годов «Монреаль» стал одним из лидеров Восточного дивизиона Национальной лиги. В сентябре 1981 года Макхейл уволил главного тренера команды Дика Уильямса и назначил на его место Фаннинга. Данное решение вызывало вопросы, так как непосредственно игрой команды он не руководил с 1963 года.
Несмотря на отсутствие практики, Фаннинг привёл «Экспос» к победе в дивизионе в 1981 году, после чего команда проиграла Чемпионскую серию Национальной лиги «Филадельфии». В следующем сезоне «Монреаль» был одним из фаворитов, но ряд скандалов внутри команды привёл её лишь к третьему месту в дивизионе. В последний день чемпионата он подал в отставку и был назначен директором фарм-системы клуба. Ещё один короткий отрезок на посту тренера Фаннинг провёл в конце 1984 года, заменив уволенного Билла Вирдона.

#### Заключительный этап карьеры
В 1986 и 1987 годах Фаннинг занимался связями с общественностью и работал комментатором на играх «Экспос». Уйдя из команды, он устроился скаутом в клуб «Колорадо Рокиз». Одновременно он в течение восьми лет вёл шоу на англоязычной монреальской радиостанции CJAD. В 2000 году его избрали в Зал славы канадского бейсбола. Вскоре после этого Фаннинг с супругой Марией и двумя детьми переехал в Торонто. С этого момента он выступал в роли посла клуба «Торонто Блю Джейс». В 2012 году он получил гражданство Канады, где прожил более сорока лет.
Джим Фаннинг скончался в Лондоне в провинции Онтарио 25 апреля 2015 года. Ему было 87 лет.